# Classe X (sous-marin italien)
Ne pas confondre avec la Classe X de sous marins britanniques et la Classe X de Mercedes-Benz.
La Classe X est une classe de sous-marins utilisée par la marine italienne pendant les deux guerres mondiales.

## Armement
Le système de mouillage de mine dérive des sous marins allemands UC.

## Les unités de la classe
| Classe X | Classe X       | Classe X         | Classe X         | Classe X        | Classe X                    | Classe X |
| Nom      | Chantier naval | Mise en chantier | Lancement        | Mise en service | Fin                         | Photo    |
| -------- | -------------- | ---------------- | ---------------- | --------------- | --------------------------- | -------- |
| X2       | Ansaldo Gênes  | 22 août 1916     | 25 avril 1917    | février 1918    | désarmé le 16 novembre 1940 |          |
| X3       | Ansaldo Gênes  | 22 août 1916     | 29 décembre 1917 | août 1918       | désarmé le 16 novembre 1940 |          |